# Guaranda
Guaranda este un oraș din Ecuador.